# Leucophenga flavopuncta
Leucophenga flavopuncta är en tvåvingeart som beskrevs av Malloch 1925. Leucophenga flavopuncta ingår i släktet Leucophenga och familjen daggflugor. Inga underarter finns listade i Catalogue of Life.